# The Who 2005 performances
The Who 2005 performances fue una serie de conciertos brindado por la banda británica The Who en 2005.

## Lista de canciones
1. "Who Are You"
2. "Pinball Wizard"
3. "Behind Blue Eyes"
4. "Real Good Looking Boy" (Townshend, Luigi Creatore, Hugo Peretti and George David Weiss)
5. "The Kids Are Alright
6. "Mary Anne with the Shaky Hand"
7. "I'm One"
8. "Drowned"
9. "Baba O'Riley"
10. "Won't Get Fooled Again"

1. "Who Are You"
2. "Won't Get Fooled Again"

## Fechas de presentaciones
| Fecha               | Ciudad        | País           | Lugar              |
| ------------------- | ------------- | -------------- | ------------------ |
| 13 de junio de 2005 | New York City | Estados Unidos | Gotham Hall        |
| 2 de julio de 2005  | London        | England        | Hyde Park (Live 8) |